# Caidu
Caidu (em mongol: ᠬᠠᠢ᠌ᠳᠤ (tradicional) / Хайду (cirílico); romaniz.: Qaidu/Ḫaidu; em chinês: 海 都; romaniz.: Hǎidū; c. 1230 - 1301) era neto do grão-cã Oguedai Cã (r. 1229–1241) e, portanto, líder da Casa de Oguedai e o cã de fato do Canato Chagatai, uma divisão do Império Mongol. Governou parte do atual Sinquião e Ásia Central durante o século XIII, e se opôs ativamente a seu primo, Cublai Cã, que estabeleceu a dinastia Iuã na China, até sua morte. Cronistas medievais comumente traduziam mal Cadã como Caidu, colocando Caidu erroneamente na Batalha de Legnica (1241). Cadã era irmão de Guiuque Cã e tio de Caidu.

## Vida

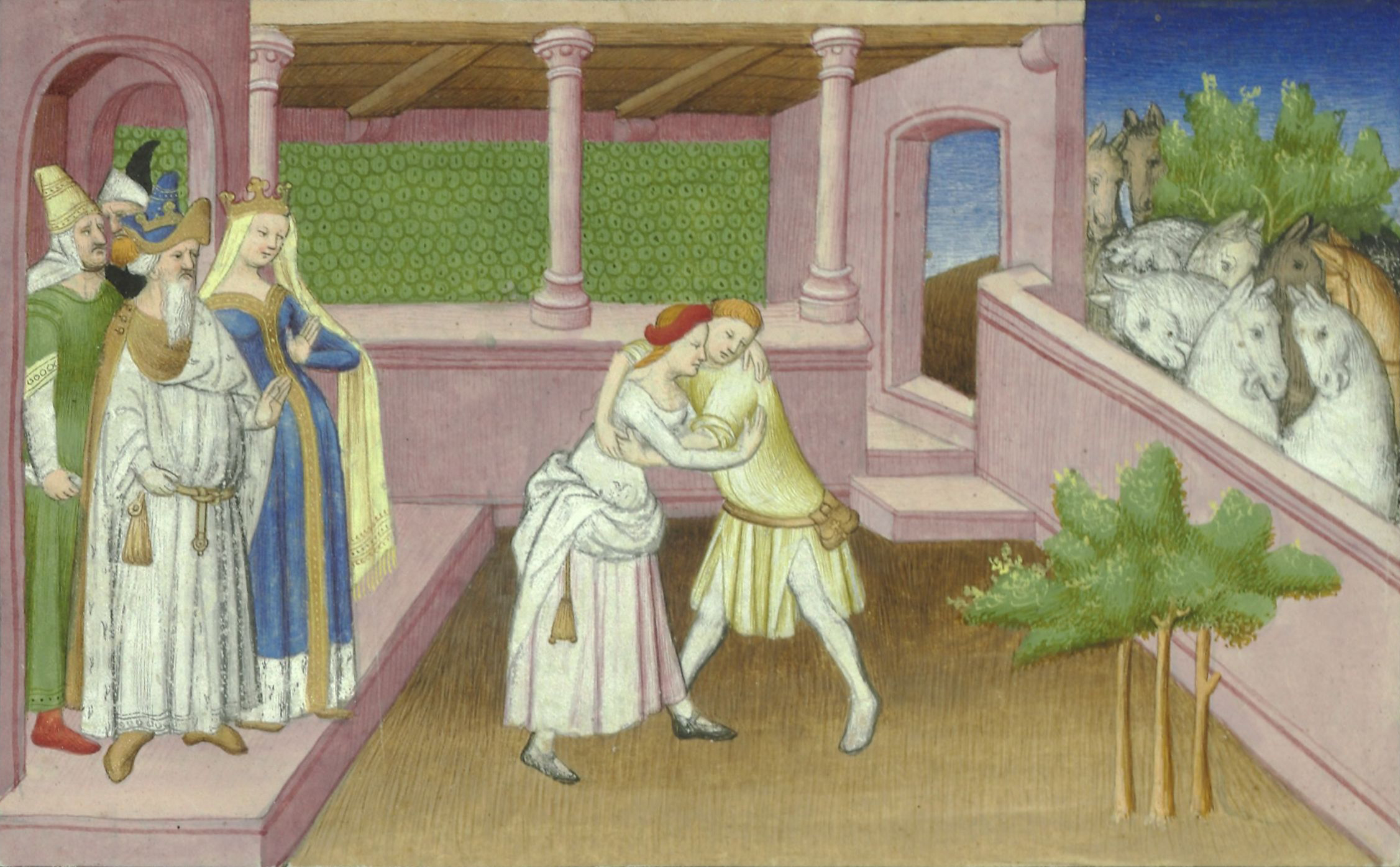
Cutulum, filha de Caidu - representação de Caidu e sua filha

Caidu era filho de Caxim (cujo nome também é escrito Caxi) e, portanto, neto de Oguedai Cã e Toreguene Catum, e bisneto de Gêngis Cã e Borte. O nome de sua mãe era Xabecana Catum da tribo de alpinistas Becrim (Mecrim) que não eram "nem mongóis, nem uigures".  Em 1260, Marco Polo descreveu Iarcanda, parte da área sob Caidu, como "uma jornada de cinco dias de extensão"; que seus habitantes eram em sua maioria muçulmanos, embora também houvesse alguns assírios nestorianos e jacobitas; e que tinha bastante comida e outras necessidades, "especialmente algodão ".  Na Guerra Civil Toluída entre 1260 e 1264, Cublai Cã estava em guerra com seu próprio irmão Arigue Buga, que foi proclamado Grande Khan em Karakorum, Caidu começou a ter grandes conflitos com Cublai e seu aliado, o Ilcanato. Enquanto isso, o chagataída Algu Cã, que apoiou Cublai como grão-cã, devastou as terras de Caidu. Isso forçou Caidu a fazer uma aliança com Berque, o cã da Horda Dourada..

## Conquista da Transoxiana
Após a derrota de Arigue Buga  em 1264, Cublai convocou Caidu para sua corte, possivelmente para discutir o futuro do império e dar a Caidu concessões na China. Mas Caidu evitou aparecer em sua corte e disse que seus cavalos eram magros demais para suportar viagens de longa distância. Porque Gêngis Cã tinha feito uma lei que todos os ramos da família tinham que aprovar a concessão do título de grão-cã, a inimizade de Caidu era um obstáculo constante para as ambições de Cublai.
Em 1266 Baraque foi despachado para a Ásia Central para assumir o trono de Chagatai. Cublai instigou Baraque a atacá-lo em 1268. A princípio Baraque derrotou Caidu, no entanto, o primeiro foi derrotado pelo último com a ajuda de Mangu Temur, sucessor de Berque. Quando Baraque avançou para Caidu, este armou uma armadilha para as tropas do invasor na margem do Jaxartes, e derrotou suas forças. A Transoxiana foi então devastada por Caidu. Baraque fugiu para Samarcanda, depois para Bucara, saqueando as cidades ao longo do caminho na tentativa de reconstruir seu exército. Essas ações alarmaram Caidu, que não queria que a região fosse ainda mais devastada. Caidu também precisava liberar seu exército para um possível conflito com Cublai. A paz foi então proposta, e Baraque foi pressionado pelos governadores das áreas sedentárias do canato, Maçude Begue e Daifu, a aceitar. Ele o fez, e a paz foi declarada, embora as fontes conflitem sobre a hora e o local. Rashid al-Din afirma que a reunião ocorreu na primavera de 1269 em Talas, enquanto Wassaf escreve que ocorreu por volta de 1267 ao sul de Samarcanda. De qualquer forma, dois terços da Transoxiana foram concedidos ao Baraque, enquanto o outro terço foi para Caidu e Mengu-Timur. Caidu também ganhou o controle da região ao redor de Bukhara. Nenhum dos lados ganhou o controle das cidades; a administração destes, em vez disso, foi transferida para Maçude Begue, enquanto Baraque e Caidu concordaram em residir apenas nos desertos e nas montanhas.

## Derrotas posteriores e mortes
Caidu convenceu Baraque a atacar a Pérsia sob o Ilcanato. Baraque sofreu uma grande derrota em Herate em 22 de julho de 1270 contra Abaga. Baraque morreu a caminho de encontrar Caidu que estava esperando por sua fraqueza. Os príncipes chagataídas, incluindo Mubarak Shah, submeteram-se a Caidu e o proclamaram como seu suserano. Filhos de Baraque se rebelaram contra Caidu, mas foram derrotados. Muitos dos príncipes chagataídas fugiram para o Ilcanato. A primeira tentativa de Caidu de governar os Chagataídas enfrentou uma séria resistência. Os príncipes mongóis, como Negübei, a quem ele nomeou cã da Casa de Chagatai, revoltaram-se várias vezes. O controle estável veio quando Duwa foi feito khan que se tornou seu número dois em 1282.
Em 1275 Caidu invadiu Ürümqi e exigiu sua submissão, mas o região budista de Qocho (Uigures) resistiu. Cublai enviou uma força de socorro para expulsá-lo. O filho de Cublai, Nomucã, e os generais ocuparam Almalique de 1266 a 1276, para evitar a invasão de Caidu. Em 1277, um grupo de príncipes gengiscânida sob o filho de Mangu Xiregui se rebelou, sequestrando os dois filhos de Cublai e seu general Antong. Os rebeldes entregaram Antong a Caidu e os príncipes a Möngke-Temür. Os exércitos do Grande Khan levaram as forças de Xiregi a oeste das Montanhas Altai e fortaleceram as guarnições de Iuã na Mongólia e Sinquião. No entanto, Caidu assumiu o controle de Almalique. Embora Caidu tivesse quatorze filhos, ele dependia principalmente de sua filha Cutulum para aconselhamento e ajuda em assuntos militares. Caidu travou uma guerra quase contínua por mais de 30 anos contra Cublai e seu sucessor Temur, embora tenha caído em 1301, quando foi derrotado e ferido durante uma batalha perto de Caracórum e morreu pouco depois.